# Cotachena
Cotachena es un género de polillas de la familia Crambidae.

## Especies
Contiene las siguientes especies:
- Cotachena aluensis Butler, 1887
- Cotachena alysoni Whalley, 1961
- Cotachena brunnealis Yamanaka, 2001
- Cotachena fuscimarginalis Hampson, 1916
- Cotachena heteromima Meyrick, 1889
- Cotachena hicana (Turner, 1915)
- Cotachena histricalis (Walker, 1859)
- Cotachena nepalensis Yamanaka, 2000
- Cotachena pubescens Warren, 1892
- Cotachena taiwanalis Yamanaka, 2001